# Ducto excretor terminal
Após passar pelos ductos estriados, o líquido salivar é secretado a cavidade oral através dos ductos excretores terminais. A histologia desses ductos varia, já que eles são revestidos por epitélio pseudo-estratificado que consiste em células cilíndricas altas (semelhantes às células estriadas) em meio a pequenas células basais: células caliciformes também são vistas. Quando os ductos excretores terminais se aproximam da cavidade oral, seu epitélio modifica-se num verdadeiro epitélio estratificado e se fusiona com o orifício ductal da cavidade oral. Os ductos excretores principais modificam a saliva, alterando sua concentração eletrolítica, tornando-a hipotônica e, talvez, adicionando um componente mucóide. Células eosinófilas especiais repletas de mitocôndrias tendem a ser encontradas nos ductos, particularmente nas glândulas mucosas. Essas células, conhecidas como oncócitos, constituem provavelmente uma modificação etária. 
Mais uma observação deve ser feita sobre o parênquima da glândula salivar. Uma vez completado o desenvolvimento da glândula, ocorre a renovação do parênquima com a substituição contínua das células acinosas, seguida por sua extinção apoptótica. Tal substituição é alancada pela divisão celular em todos os locais no parênquima. A partir do conhecimento desse mecanismo, numerosas teorias foram elaboradas para explicar a renovação celular, tentando fornecer uma base satisfatória para a classificação dos tumores das glândulas salivares.  